# Snares-szigeti pingvin

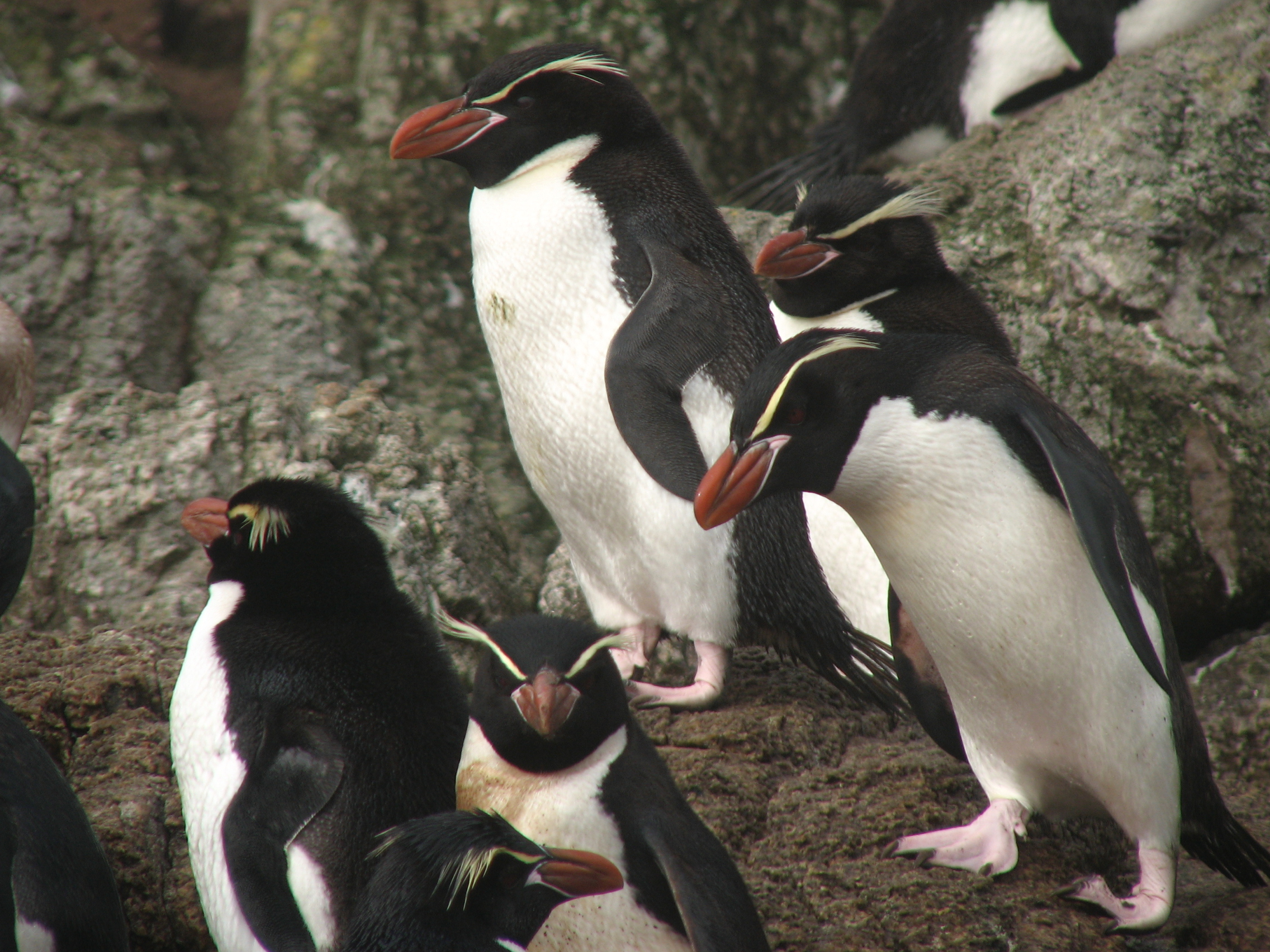

A Snares-szigeti pingvin vagy horgascsőrű pingvin (Eudyptes robustus) a madarak (Aves) osztályának pingvinalakúak (Sphenisciformes) rendjébe, ezen belül a pingvinfélék (Spheniscidae) családjába és a Spheniscinae alcsaládjába tartozó faj.

## Előfordulása
Fészkelő telepei kizárólag az Új-Zéland déli szigetétől 120 kilométerre délre található Snares-szigeten vannak.
A költési időszakon kívül a madarak elhagyják a szigetet és elvándorolnak másfelé az óceánon, így megtalálhatók Új-Zélandon, a Déli-sziget partvidékén, a Chatham-szigetek, a Macquarie-sziget illetve Tasmania környékén. Egyetlenegyszer észlelték a fajt ettől a területtől távol, a Falkland-szigeteken.

## Megjelenése
Testhossza 55 centiméter, testtömege 3,4 kilogramm. Feje, háta és szárnyai fekete színűek, hasa fehér. Fején sárga bóbitát visel, csőre a többi pingvinhez képest horgasabb.

## Életmódja
Tápláléka 60%-át krillek, 40%-át tintahalak és halak teszik ki.

## Szaporodása
Augusztusban kezdődik a költési szezon, melynek során kialakul a kolónia a sziget erdeiben.
A tojó szeptember és október során 4-5 nap eltéréssel 2 tojást rak, melyek közül az első mindig kisebb. A fiókák mintegy négy hét kotlás után bújnak ki a tojásokból. Néhány kivételtől eltekintve egy-egy szülőpár többnyire csak egyetlen fiókát képes egy költési szezonban felnevelni, a kettő közül a nagyobbat. A másik tojás amolyan tartaléknak számít, sokszor már a költési időszak során megsemmisül (vagy halfarkasok zsákmánya lesz vagy a szomszédokkal való állandó torzsalkodás során törik össze). Ha ki is kel a második fióka is, az többnyire elpusztul a növekedési időszak során, mivel ritka az olyan év, amikor annyi a zsákmány, hogy mindkét fiókának jusson elég táplálék.
A kikelést követő 3-4 héten belül a fiókák nagy csoportokba verődnek.

## Védettsége
A Természetvédelmi Világszövetség Vörös Listája veszélyeztetett fajként tartja nyilván.
A Snares-szigeten mintegy 46 500 egyedre becsülik a költési időszakokban összegyűlő madarak számát.